# 1320
| 1320               |
| ------------------ |
| Dødsfald - Fødsler |
|                    |

| Gregoriansk kalender | 1320 MCCCXX             |
| Ab urbe condita      | 2073                    |
| Armensk kalender     | 769 ԹՎ ՉԿԹ              |
| Kinesiske kalender   | 4016 – 4017 己未 – 庚申 |
| Etiopisk kalender    | 1312 – 1313             |
| Jødisk kalender      | 5080 – 5081             |
| Hindukalendere       |                         |
| - Vikram Samvat      | 1375 – 1376             |
| - Shaka Samvat       | 1242 – 1243             |
| - Kali Yuga          | 4421 – 4422             |
| Iransk kalender      | 698 – 699               |
| Islamisk kalender    | 720 – 721               |

Konge i Danmark: Christoffer 2. 1320-1326

## Begivenheder
- 25. januar - Christoffer 2.s håndfæstning underskrives i Viborg og Christoffer overtager den danske kongetrone

## Født
- Valdemar Atterdag